# Cap des Freu
Cap des Freu är en udde i Spanien.   Den ligger i regionen Balearerna, i den östra delen av landet, 600 km öster om huvudstaden Madrid.
Terrängen inåt land är huvudsakligen kuperad, men söderut är den platt. Havet är nära Cap des Freu åt nordost.  Närmaste större samhälle är Capdepera, 5,5 km söder om Cap des Freu. 